# Robert Themptander

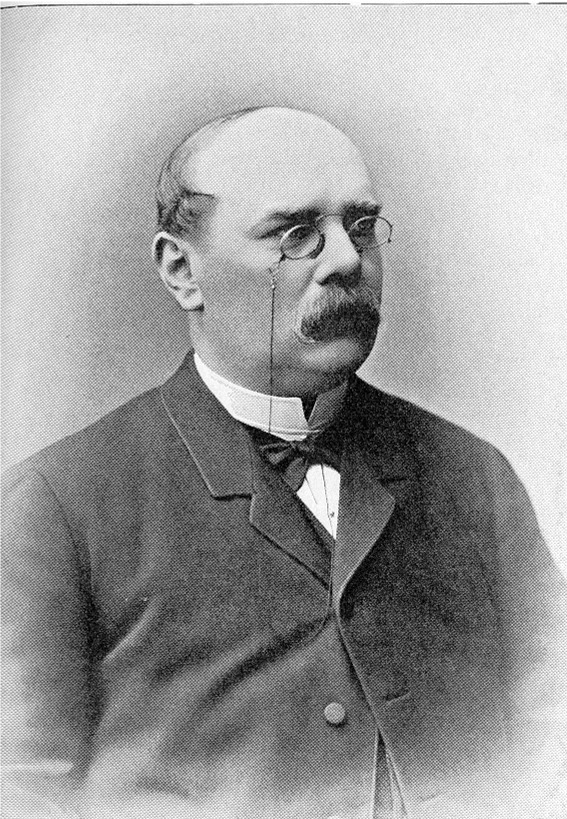
Robert Themptander.

Oscar Robert Themptander (Stockholm, 14 februari 1844 - 30 januari 1897) was een Zweeds eerste minister. 

## Levensloop
Na zijn studies rechten aan de Universiteit van Uppsala begon hij aan een loopbaan in de burgerlijke dienst. In 1879 werd Themptander verkozen tot lid van het Lagerhuis. Aanvankelijk was hij lid van de Centrumpartij, die de regering steunde, maar later evolueerde hij naar de Agrarische Partij. In 1880 werd hij in de regering van Arvid Posse benoemd tot minister Zonder Portefeuille en van 1881 tot 1884 was hij minister van Financiën: van 1881 tot 1883 in de regering van Arvid Posse en van 1883 tot 1884 in de regering van Carl Johan Thyselius. In 1884 werd Themptander zelf premier van Zweden.
Themptander kon door goede contacten met de verschillende parlementaire groepen zonder veel moeilijkheden politieke crisissen oplossen. Dit zorgde ervoor dat hij in 1885 de Zweedse vrijhandel verder kon uitwerken. Na de verkiezingen van 1887 verloor zijn partij echter de meerderheid en nadat koning Oscar II weigerde om nieuwe verkiezingen uit te schrijven, nam Themptander begin 1888 ontslag als eerste minister. Vervolgens was hij van 1888 tot 1896 provinciegouverneur van de provincie Stockholms län. In januari 1897 overleed Themptander op 52-jarige leeftijd.